# 卢克·奥尼恩
卢克·奥尼恩（Luke Terry O'Nien，出生於1994年11月21日）是英格蘭的職業足球運動員，司職中場，現效力於英冠桑德兰。奥尼恩的母亲来自新加坡，所以他可以选择代表英格兰足球代表队或者新加坡国家足球队。奥尼恩的伯公林金山是新加坡建国元勋之一。

## 外部連結
- Soccerway資料庫：卢克·奥尼恩